# Meczet Karađoz Bega
Meczet Karađoz Bega (bośn. Karađoz-begova džamija, tur. Karagöz Mehmed Bey Camii) – wybudowany w 1557 roku w Mostarze na fundamentach wcześniejszej świątyni chrześcijańskiej pw. św. Szczepana. 

## Architektura
Zaprojektowanie meczetu jest przypisywane Sinanowi, nadwornemu architektowi trzech sułtanów Imperium Osmańskiego. Ma  formę kopulastego sześcianu, przed którym znajduje się podwójny portyk. Trzy kopuły wewnętrznego portyku są wsparte na czterech marmurowych kolumnach. Zewnętrzny portyk ma dach zębaty spoczywający na małych ośmiokątnych filarach. Duża kopuła meczetu o wysokości ponad 10 metrów wspierana jest przez osiem łuków. 
Minaret meczetu ma ponad 34 metry wysokości i jest udostępniony dla zwiedzających. Za meczetem znajduje się cmentarz muzułmański. 

## Historia
Arabski napis fundacyjny na meczecie informuje, że został on zbudowany na zlecenie Mehmeda Bega ibn Abu as-Sadata, który był bratem wezyra.
Meczet został poważnie uszkodzony podczas II wojny światowej, a w czasie wojny bośniackiej na początku lat 90. XX wieku był bliski zniszczenia. Podobnie jak inne zabytki Mostaru, przeszedł gruntowne remonty w latach 2002-2004. Meczet został całkowicie odnowiony i ponownie otwarty w lipcu 2004 roku.